# Cselkó István (jogász)
Cselkólehotai Cselkó István (Kiszucaújhely, 1773. szeptember 3. – Pozsony, 1837. november 30.) a Pozsonyi Királyi Jogakadémia tanára, több megye táblabírája.

## Élete
A magyar nyelvet és irodalmat tanította a zsolnai és a besztercebányai gimnáziumban 1800 és 1806 között, majd a pozsonyi királyi akadémián 1812. november 1-jétől.

## Munkái
- Válogatott darabok minden korú jeles magyar irókból, az ifjuság hasznára. Pozsony, 1817. (2. megbőv. kiadás. Uo. 1827.)
- Belnay halála után az 1809. év végétől szerkesztette az Ephemerides politico-statisticae c. pozsonyi latin hirlapot.